# زلازل محافظة أذربيجان الغربية 2022-2023
ضرب سرب من ثلاث زلازل في محافظة أذربيجان الغربية بإيران بالقرب من مدينة خوي قرب الحدود التركية ابتداءً من 21 سبتمبر 2022، وحتى عام 2023. تسببت هذه الزلازل في تدمير 3508 وإلحاق الضرر بما مجموعه 38723 مبنى في خوي، بما في ذلك ما يقرب من 1000 مدرسة. تسببت هذه الزلازل في مقتل ثلاثة أشخاص وأصابة أزيد من 3000 شخص. يعزى سبب الوفيات والإصابات في الغالب لحالة الذعر التي أصابت سكان المنطقة، وسجل عدد قليل من الإصابات نتيجة تضرر وانهيار المباني.

## الوضع التكتوني
تقع إيران في منطقة معقدة بها اصطدام قاري مستمر بين الصفائح العربية والأوراسية ، والتي تمتد من ثنية زاغروس وحزام الدفع جنوبا إلى جبال القوقاز وجبال كوبيت داغ شمالا. تتحرك الصفيحة العربية شمال غرب إيران بمعدل 20 ملم سنويا بالنسبة للصفيحة الأوراسية، و يهيمن صدع تبريز الشمالي على حركة قشرة الأرض بالقرب من مدينة تبريز عبر فالق إنزلاقي يتجه من الشمال الغربي نحو الجنوب الشرقي. سببت حركة هذا الفالق سبع زلازل تفوق قوتها 6 درجات منذ سنة 858م. كما أن المنطقة بها صدوع نشطة أخرى بين مدينتي أهار و هريس من بينها صدع يتجه من الغرب للشرق. نتج عن هذا الوضع التكتوني زلزال بقوة 6.4 درجة في أغسطس 2012 أسفر عن مقتل 38 على الأقل وإصابة أكثر من 3200 ، توفي 268 منهم لاحقًا في المستشفيات. كما ضرب زلزالان في فبراير 2020 المنطقة الحدودية بين إيران وتركيا نتج عنهما مقتل عشرة أشخاص وإصابة العديد في البلدين.

## تسلسل الزلازل
وقعت الزلازل بالقرب من مدينة خوي. ضرب الزلزال الأول المنطقة في 21 سبتمبر 2022 بقوة 5.1 على مقياس ريختر، تلاه زلزال آخر في 5 أكتوبر 2022 بقوة 5.6 درجة وقعت بؤرته حوالي 8 كم (5.0 ميل) جنوب شرق خوي على عمق 15 كم. في 18 يناير 2023 ، ضرب زلزال بقوة 5.7 درجة على بعد 4 كيلومترات إلى الجنوب الغربي. بعد عشرة أيام ، وقع زلزال بقوة 5.9 درجة على مقياس ريختر على بعد كيلومترين إلى الجنوب الغربي. شعر بالزلازل سكان المناطق القريبة في تركيا، و أذربيجان، وأرمينيا.

## آثار الزلازل

### زلازل 2022
أصيب ما لا يقل عن 1127 شخصا من بينهم 135 حالة حرجة  و دُمر أكثر من 1100 منزل بالكامل علاوة على تضرر حوالي 10000 منزل آخر في خوي. عزيت إصابة واحدة فقط لسقوط حطام المباني. تضررت محافظتان ومدينتان و 53 قرية من الزلزال.

### زلازل 2023

#### 18 يناير
أصيب 252 شخصًا آخر بجروح نتيجة الذعر وتضرر ما لا يقل عن 4،420 مبنى من ضمنها إنهيار 570 منزلاً  بينما تلقى 3850 مبنى أضرارًا طفيفة أو متوسطة.

#### 28 يناير
تسبب هذا الزلزال في أضرار أشد من الزلزالين السابقين، كما تسبب في انقطاع التيار الكهربائي. أسفر الزلزال عن مصرع ثلاث أشخاص واصابة 1750 آخرين. كما أدى الزلزال إلى انهيار ما بين 20 و 50 بالمائة من المنازل في 70 قرية بالقرب من مركز الزلزال وتدمير 1750 منى في خوي. كما تعرض 7500 مبنى لأضرار متوسطة و 16500 مبنى آخر لأضرار طفيفة. ألحق الزلزال أضرارا ب 961 مدرسة دمرت 88 منها كليا بينما لحقت أضرار طفيفة و متوسطة بما مجموعه 873 مدرسة أخرى.